# 格拉尼特·扎卡
格拉尼特·扎卡（發音：[ɡɾaˈnit ˈdʒaka]；1992年9月27日—），是一名阿爾巴尼亞裔的瑞士足球員，司職中場。現時效力英超球會新特蘭並同時擔任俱樂部隊長和瑞士國家足球隊隊長。
扎卡出道於其家鄉球隊巴塞爾，於兩年間贏得兩次聯賽錦標。2012年轉會至门兴格拉德巴赫，為球隊上陣140場賽事，攻入9球。後來在2016年的夏天宣佈轉投英超球隊阿森纳。瑞士國家隊教練希茨费尔德讚揚他為「年輕版施魏因斯泰格」，而前阿森纳中堅兼國家隊隊友讚許扎卡的阻截能力及其體形，並把扎卡的傳球能力與中場大師派路相比。
扎卡從2011年開始入選瑞士國家隊，他代表瑞士上陣超過100場，並參加了2014年世界盃、2016年歐洲國家盃、2018年世界盃、2020年歐洲國家盃、2022年國際足協世界盃及2024年歐洲國家盃。

## 早期生活
扎卡出生於瑞士巴塞爾，父母為阿爾巴尼亞籍。父親拉傑·扎卡（Ragip Xhaka）為政治犯，他曾於22歲就讀普里斯提納大學期間參與1986年南斯拉夫社会主义联邦共和国學生罷課對抗贝尔格莱德的南斯拉夫中央政府，最終他被判決入獄3年半。1990年，扎卡的家庭全家由科索沃的普里什蒂納州波杜耶沃移民至瑞士。
格蘭尼特·扎卡的哥哥，現正效力瑞士足球超級聯賽球會巴素利及阿爾巴尼亞國家足球隊。

## 球會生涯

### 巴素利
扎卡於2002年加入巴塞爾的青訓，更在2008年便為巴塞爾U21上陣，3年間上陣37場，攻入11球。時任巴素利教練芬克說:「沙奇里為瑞士最佳的天才......但於扎卡之下。」；而瑞士國家足球隊教練希茨费尔德則讚揚他為「年輕版的施魏因斯泰格」。
從2010年起，扎卡為巴塞爾一線隊上陣。他於對陣迪比辛尼的欧洲冠军联赛賽事中首次替巴素利上陣，同時射入1球，協助球隊以2比0勝出；在聯賽方面，他在對陣圖恩時射入首個聯賽入球。扎卡於2010-11賽季贏得聯賽冠軍，更於2011-12賽季獲得聯賽、盃賽雙料冠軍。

### 慕遜加柏
2012年5月18日，扎卡轉會至德國甲組足球聯賽球會门兴格拉德巴赫，簽下5年合同，實際轉會費並沒有公佈，預計轉會費為850萬歐元。
8月18日，扎卡在德國盃中對陣亞琛時，首次為球隊上陣。在球隊的第二年，他為球隊正選上陣29次，後備入替5次；更於2014-15賽季正選上陣全部德甲賽事。最終，該季球隊得第3名，獲得歐聯資格，而他本人亦被選為德甲最佳陣容其中一員。
2015年12月20日，扎卡於聯賽對陣達斯泰特98時，在上半場時故意踢對手，拿到了在效力慕遜加柏期間的第五張紅牌。事後，他捐出20,000歐元以作道歉。

### 阿仙奴
2016年5月25日，扎卡轉投阿森纳，轉會費4500萬歐元，將會穿上29號球衣。他於友誼賽對陣美國職業足球大聯盟聯隊時，首次披上阿仙奴球衣。他於半場時後備入替，最終阿仙奴以2比1贏下比賽。
扎卡於對陣利物浦時首次為阿仙奴上陣，於66分鐘後備入替，他在比賽中拿下1張黃牌，阿仙奴亦以3比4落敗。9月17日，在聯賽對陣赫尔城的比賽時，扎卡於35碼外射入加盟後首球，最終球隊大勝4比1。4天後，扎卡於英格蘭聯賽盃對陣诺丁汉森林時，再次於35碼外攻入一記遠射，協助球隊大勝4比0，晉級賽事的第4圈。扎卡在對陣斯旺西時，於第70分鐘侵犯對方翼鋒莫度·巴路而被罰紅牌離場，但阿仙奴仍能以3比2險勝。5月7日，扎卡在對陣曼聯時攻入一球，協助阿仙奴以2比0勝出，終結對手25場聯賽不敗紀錄。
扎卡於參與了2017年英格兰足总杯决赛對陣車路士的比賽，他正選上陣，協助球隊以2比1勝出奪冠。他亦參與了2017年英格蘭社區盾的比賽，最終阿仙奴以互射十二碼的形式贏得冠軍。12月22日，扎卡在對陣利物浦的聯賽中，於25碼外射入一球，最終雙方以3比3握手言和。1月24日，扎卡於英格蘭聯賽盃主場對陣車路士的比賽中取得入球，助球隊以2比1的比數晉身決賽。3月15日，他於欧足联欧洲联赛對陣AC米蘭次回合的比賽中遠射得手，助球隊於主場以3比1勝出。
2018年9月23日，在阿森纳和埃弗顿的比赛中，扎卡迎来代表阿森纳出场的第100场比赛。
2021年2月2日，在阿森纳對陣狼隊的客場比赛中，扎卡迎来代表阿森纳出场的第200场比赛。

### 勒沃库森
2023年7月6日，扎卡轉會至德甲球會勒沃库森，與球隊簽訂了一份為期五年的合約，有效期至2028年6月30日。
2024年2月23日，扎卡在球隊2-1战胜美因茨05的比赛中攻入了个人在勒沃库森的首粒进球。
2024年4月14日，哈維·阿隆索帶領勒沃库森以不敗之姿提前獲得2023-24賽季德甲冠軍，扎卡是關鍵球員之一，這也是他首個五大聯賽冠軍頭銜。
2024年5月25日，德国足协杯決賽中在以扎卡的進球1:0力克德乙凯泽斯劳滕封王，連同德甲成為本土雙料冠軍，為勒沃库森隊史以來首次雙冠王。

### 桑德蘭
2025年7月30日，扎卡重返英超，以轉會費1300萬英鎊，另加最高400萬英鎊的附加費用轉至升班馬桑德兰。體育總監克里斯蒂安·斯皮克曼：“我們非常高興地歡迎格拉尼特和他的家人來到桑德蘭。他的到來充分體現了我們的雄心壯志，也體現了我們打造一支讓球迷在英超聯賽中引以為豪的球隊的願望。他的成就和實力無需贅述——無論場上場下，他都是一位高水平的球員，我們認為他完全符合我們球隊的期望。”　
天空體育台評價到：“扎卡的簽約增強了桑德蘭的保級希望。上賽季，只有約書亞·基米希在運動戰和進攻三區傳球次數比扎卡更多，而他90%的傳球準確率也證明了他在控球方面的可靠性。”　
2025年8月14日，扎卡被任命為桑德兰隊長，這位32歲的球員表示：“能夠擔任這家俱樂部的隊長，我感到無比自豪。我希望在場上場下都能展現我的領導力，在訓練場上和俱樂部各處幫助我的隊友。能夠與一些曾經佩戴過隊長袖標的球員一起載入桑德蘭的歷史，我深感榮幸。了解我的人都知道他們會得到什麼——我是一個要求很高的人。我是一個贏家，我渴望勝利——我也希望我的隊友們也能如此。”　

## 國家隊生涯

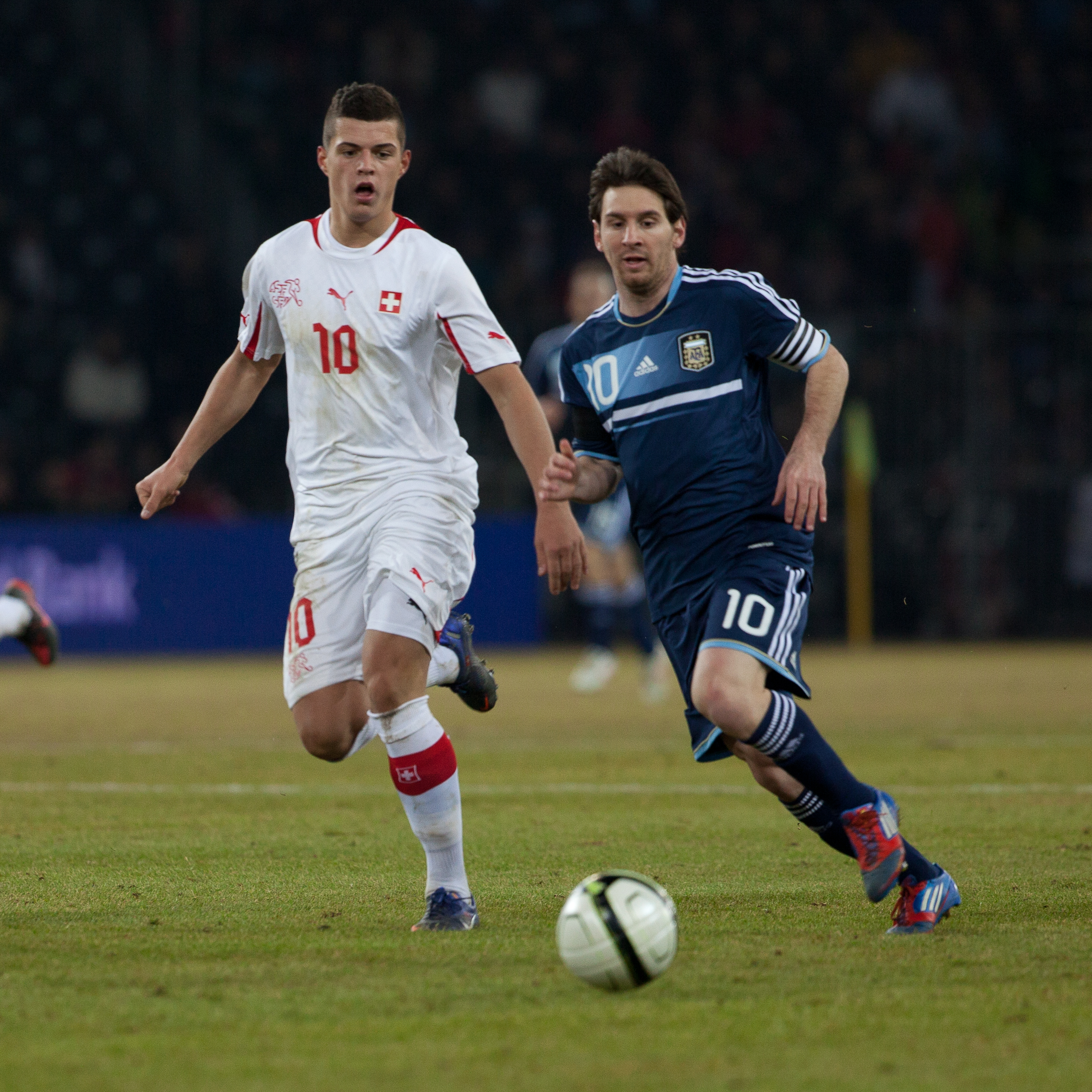
2012年瑞士對陣阿根廷的友誼賽，扎卡（左）正防守梅西（右）

扎卡曾代表瑞士各階青年國家隊上陣，其中於U17國家隊，他參加2009年的U17世界盃足球賽，最終瑞士亦贏得冠軍。扎卡雙親為阿爾巴尼亞籍，他能選擇為出生地瑞士或祖國阿爾巴尼亞的國家隊上陣。由於他認為阿爾巴尼亞足總忽視他而瑞士足總歡迎他，因此他選擇代表瑞士上陣。

### 2012年歐國盃
2011年，他於2012歐國盃外圍賽以2比2戰和英格蘭的比賽中完成成年國家隊首秀。而在對盧森堡的賽事，攻入在國家隊的首個入球，令瑞士以1比0小勝。可惜瑞士未能在外圍賽出線。

### 2012年夏季奧林匹克運動會
2012年，瑞士曾經嘗試邀請扎卡為國出戰奧運，可惜球員傾向留在球會進行季前集訓，拒絕邀請。

### 2014年世界盃
扎卡上陣了全部10場世界盃外圍賽的比賽，更在對陣斯洛文尼亞國家足球隊的兩場比賽皆有進球。於2014年世界盃中，扎卡於負法國5比2的比賽中有一球進帳。

### 2016年歐國盃
扎卡獲選為2016年歐國盃瑞士陣容的其中一員，同組的對手包括祖國阿爾巴尼亞，他哥哥杜倫·沙加也在陣中。格列·沙加及杜倫·沙加均正選上陣，瑞士最終小勝1比0。而兩兄弟的母親則在場邊，穿起印有半張瑞士國旗及半張阿爾巴尼亞國旗的衣服觀戰。賽後，他獲選為賽事最佳球員。而在對波蘭國家足球隊的比賽中，雙方於法定時間以1比1打平，需以互射十二碼分勝負；可是，扎卡射失了十二碼，使瑞士以4比5落敗，在16強出局。

### 2018年世界盃
於2018年國際足協世界盃外圍賽舉行前，有猜測指扎卡將會轉為效力於2016年5月被歐洲足球協會聯盟和国际足球联合会承認的科索沃國家足球隊。可是，扎卡其後發表公開信，指出因他於2016年歐洲國家盃中曾為瑞士隊上陣，因此不符合資格改效科索沃隊。
扎卡獲選為2018年世界盃瑞士陣容的其中一員。6月22日，他在對陣塞爾維亞國家足球隊時，以一記遠射板平比分，協助球隊以2比1反勝對手。扎卡和另一位入球球員沙奇里皆有科索沃血統，於慶祝時做出双头鹰的手勢，與阿爾巴尼亞國旗相似。之後因為該行為，被罰款10000瑞士法郎。

### 2020年歐國盃
2021年6月28日，扎卡在羅馬尼亞國家體育場進行的2020年歐洲國家盃16強賽中為馬里奧·加夫拉諾維奇的進球送出了助攻，這讓比賽進入了加時賽，最終點球大戰瑞士隊獲勝，成功晉級八強，扎卡以92%傳球成功率、100%長傳成功率、13次關鍵傳球、1次助攻，獲得本場最佳球員。

### 國家隊百場
2022年3月29日，扎卡在和科索沃國家足球隊的友誼赛中，他迎来代表瑞士國家足球隊出场的第100场比赛。

### 打破紀錄
2023年10月15日，扎卡在和白俄羅斯的2024年歐洲國家盃外圍賽比賽中，他迎来代表瑞士國家足球隊出场的第118場比赛，與海因茨·赫爾曼並列為瑞士隊效力場次最多的紀錄。11月15日，扎卡在和以色列的2024年歐洲國家盃外圍賽比賽中第119次代表國家隊出場，打破了海因茨·赫爾曼自1991年11月13日以來保持的最多出賽紀錄。

### 2024年歐國盃
2024年6月，扎卡入選瑞士參加2024年歐洲足球錦標賽的大名單。他在A組首場比賽中帶領球隊以3-1擊敗匈牙利，並被評為全場最佳球員。

## 個人生活
2017年7月，扎卡與他的長期伴侶Leonita Lekaj結婚。
2019年10月7日，妻子生下了長女Ayana。2021年4月24日，二女兒Laneya出生。2025年3月，三女兒Neyana出生。

## 統計數字

### 球會

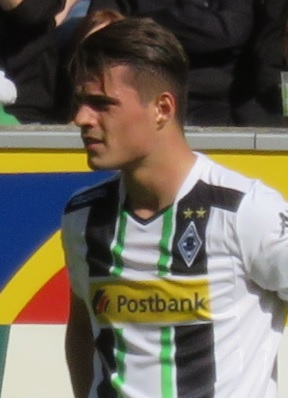
2015年，慕遜加柏時期的扎卡

(截至2016年6月13日)
| 球會           | 賽季     | 聯賽     | 聯賽 | 聯賽 | 足總盃 | 足總盃 | 聯賽盃 | 聯賽盃 | 歐洲賽事 | 歐洲賽事 | 總計 | 總計 |
| 球會           | 賽季     | 級別     | 出場 | 入球 | 出場   | 入球   | 出場   | 入球   | 出場     | 入球     | 出場 | 入球 |
| -------------- | -------- | -------- | ---- | ---- | ------ | ------ | ------ | ------ | -------- | -------- | ---- | ---- |
| 巴素利         | 2010–11  | 瑞超     | 19   | 1    | 2      | 0      | –      | –      | 5        | 1        | 26   | 2    |
| 巴素利         | 2011–12  | 瑞超     | 23   | 0    | 4      | 0      | –      | –      | 8        | 0        | 35   | 0    |
| 巴素利         | 總計     | 總計     | 42   | 1    | 6      | 0      | –      | –      | 13       | 1        | 61   | 2    |
| 门兴格拉德巴赫 | 2012–13  | 德甲     | 22   | 1    | 2      | 0      | –      | –      | 9        | 0        | 33   | 1    |
| 门兴格拉德巴赫 | 2013–14  | 德甲     | 28   | 0    | 1      | 0      | –      | –      | –        | –        | 29   | 0    |
| 门兴格拉德巴赫 | 2014–15  | 德甲     | 30   | 2    | 3      | 0      | –      | –      | 9        | 3        | 42   | 5    |
| 门兴格拉德巴赫 | 2015–16  | 德甲     | 28   | 3    | 3      | 0      | –      | –      | 5        | 0        | 36   | 3    |
| 门兴格拉德巴赫 | 總計     | 總計     | 108  | 6    | 9      | 0      | –      | –      | 23       | 3        | 140  | 9    |
| 阿森纳         | 2016–17  | 英超     | 1    | 0    | 0      | 0      | 0      | 0      | 0        | 0        | 1    | 0    |
| 生涯總計       | 生涯總計 | 生涯總計 | 151  | 7    | 15     | 0      | 0      | 0      | 36       | 4        | 202  | 11   |

### 國家隊上陣次數

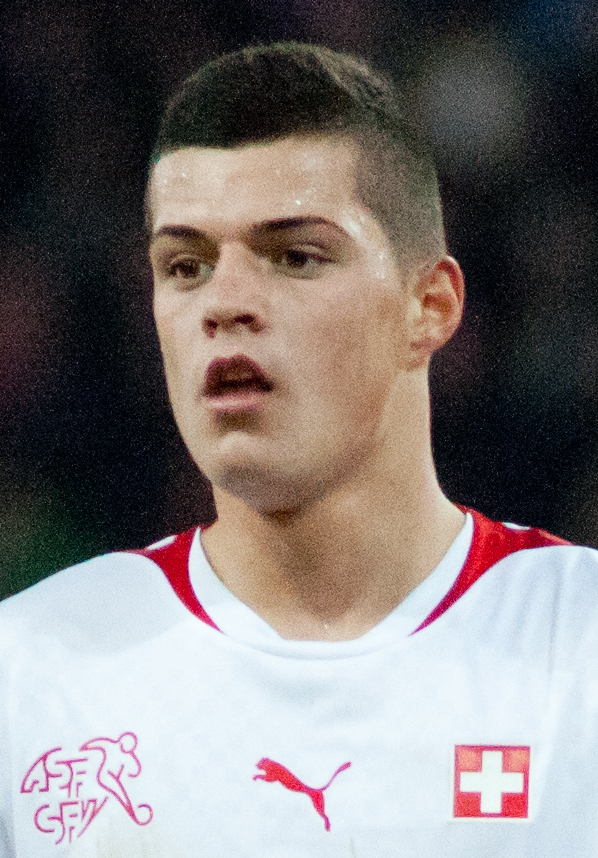
2012年為瑞士上陣的扎卡

截至2025年6月10日
| 瑞士國家足球隊 | 瑞士國家足球隊 | 瑞士國家足球隊 |
| 年份           | 上陣           | 入球           |
| -------------- | -------------- | -------------- |
| 2011           | 6              | 1              |
| 2012           | 9              | 2              |
| 2013           | 8              | 1              |
| 2014           | 10             | 1              |
| 2015           | 6              | 1              |
| 2016           | 11             | 0              |
| 2017           | 9              | 2              |
| 2018           | 13             | 2              |
| 2019           | 10             | 2              |
| 2020           | 7              | 0              |
| 2021           | 9              | 0              |
| 2022           | 13             | 0              |
| 2023           | 10             | 2              |
| 2024           | 14             | 0              |
| 2025           | 2              | 0              |
| 總計           | 137            | 14             |

### 國家隊入球
| #   | 日期           | 地點                                 | 對手       | 入球 | 比數 | 比賽                       |
| --- | -------------- | ------------------------------------ | ---------- | ---- | ---- | -------------------------- |
| 1.  | 2011年11月15日 | 盧森堡，盧森堡市，喬西·巴瑟爾球場    | 盧森堡     | 1–0  | 1–0  | 友誼賽                     |
| 2.  | 2012年8月15日  | 克羅地亞，斯普利特，波倫德球場       |            | 1–0  | 4–2  | 友誼賽                     |
| 3.  | 2012年9月7日   | 斯洛文尼亞，盧布爾雅那，斯托齊斯球場 | 斯洛維尼亞 | 1–0  | 2–0  | 2014年世界盃外圍賽         |
| 4.  | 2013年10月15日 | 瑞士，伯恩，瑞士首都球場             | 斯洛維尼亞 | 1–0  | 1–0  | 2014年世界盃外圍賽         |
| 5.  | 2014年6月20日  | 巴西，薩爾瓦多，新水源體育場         | 法國       | 2–5  | 2–5  | 2014年世界盃               |
| 6.  | 2015年3月27日  | 瑞士，琉森，瑞士體育競技場           | 爱沙尼亚   | 2–0  | 3–0  | 2016年歐洲國家盃外圍賽     |
| 7.  | 2017年6月9日   | 法罗群岛，托爾斯港，脫爾思握盧爾     | 法罗群岛   | 1–0  | 2–0  | 2018年國際足協世界盃外圍賽 |
| 8.  | 2017年10月7日  | 瑞士，巴素利，圣雅各布公园球场       | 匈牙利     | 1–0  | 5–2  | 2018年國際足協世界盃外圍賽 |
| 9.  | 2018年3月27日  | 瑞士，卢塞恩，瑞士体育竞技场         | 巴拿马     | 2–0  | 6–0  | 友誼賽                     |
| 10. | 2018年6月22日  | 俄羅斯，加里寧格勒，加里寧格勒體育場 | 塞爾維亞   | 1–1  | 2–1  | 2018年國際足協世界盃       |
| 11. | 2019年3月26日  | 瑞士，巴塞爾，圣雅各布公园球场       | 丹麦       | 2–0  | 3–3  | 2020年歐洲國家盃外圍賽     |
| 12. | 2019年11月18日 | 直布羅陀，維多利亞球場               | 直布罗陀   | 6–1  | 6–1  | 2020年歐洲國家盃外圍賽     |
| 13. | 2023年3月25日  | 塞尔维亚，诺维萨德，卡拉喬爾傑體育場 | 白俄羅斯   | 4–0  | 5–0  | 2024年歐洲國家盃外圍賽     |
| 14. | 2023年9月12日  | 瑞士，錫永，陀飛輪體育場             | 安道尔     | 2–0  | 3–0  | 2024年歐洲國家盃外圍賽     |

## 榮譽

### 球會
巴素利
- 瑞士足球超級聯賽冠軍：2010–11、2011–12[16]
- 瑞士盃冠軍：2011[17]

 阿森纳
- 英格蘭足總盃冠軍：2016–17[31]、2019–20[70]
- 英格蘭社區盾冠軍：2017[32]、2020[71]

 勒沃庫森
- 德国足球甲级联赛冠軍：2023–24[72]
- 德國盃冠軍：2023–24[73]
- 德國超級盃冠軍：2024[74]

### 國家隊
瑞士
- U17世界盃冠軍：2009

### 個人
- 瑞士信貸年度最佳球員：2017[75]、2022[76]、2023[77]

## 外部連結
- Soccerway資料庫：格拉尼特·扎卡
- 格列·沙加在巴素利時的簡歷 （德文）
- 格列·沙加在瑞超時的簡歷 （页面存档备份，存于） （德文）
- 格列·沙加生涯數據(Soccerway) （页面存档备份，存于）